# Estancias de Mandos

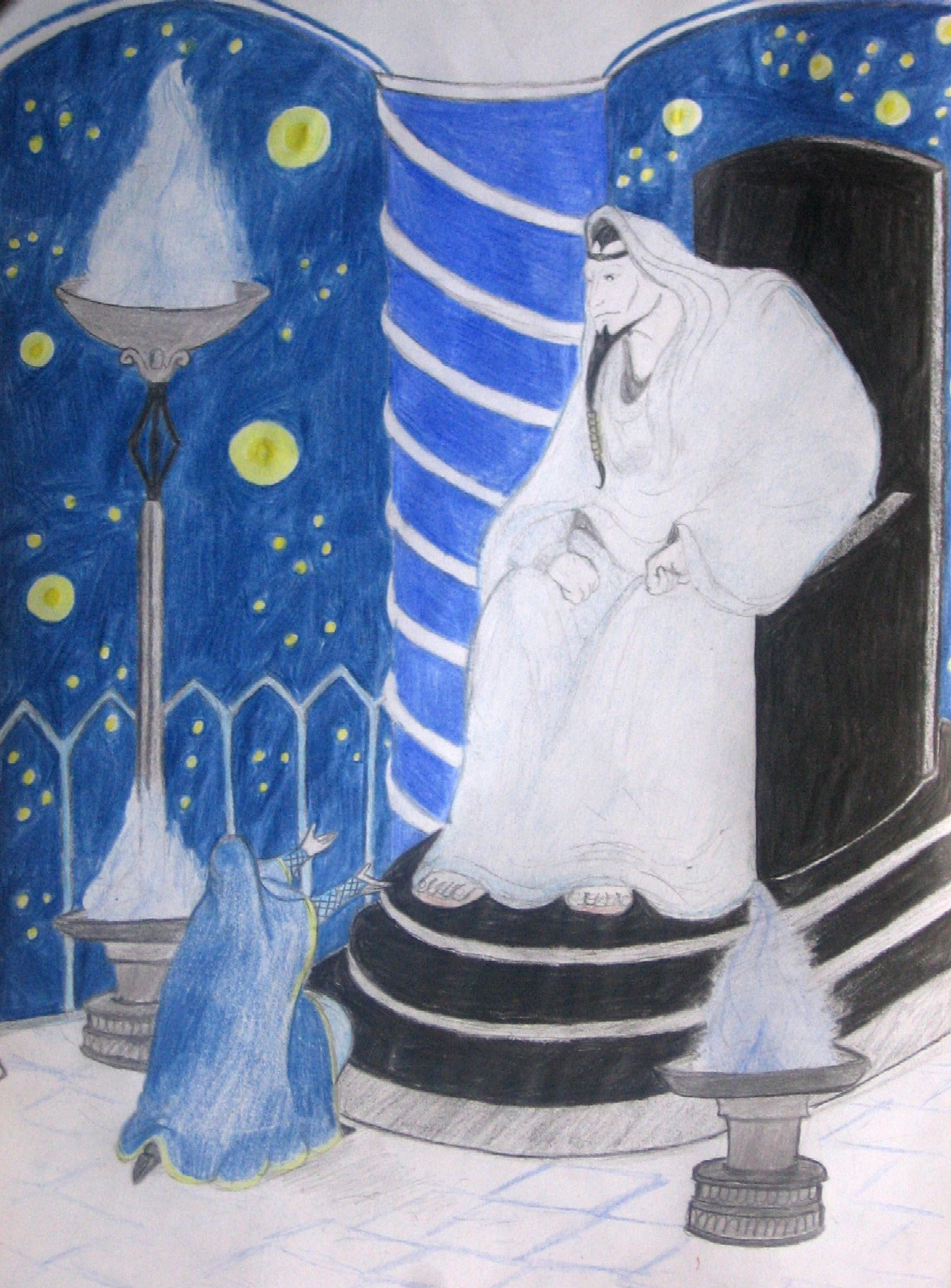
Lúthien Tinúviel en las estancias de Mandos postrada ante el vala.

Las Estancias de Mandos son un lugar ficticio que pertenece al legendarium creado por el escritor británico J. R. R. Tolkien y que aparece en su novela póstuma El Silmarillion. Es el lugar donde habita el Vala Námo y por el cual se le suele dar ese nombre a él. En él habitan las almas de los que han muerto en Arda, el lugar donde se desarrolla la mitología tolkiana.

## Historia
Las estancias de Mandos son las mansiones del Vala Námo, conocido también como Mandos; se encuentran en la orilla occidental de Aman, donde las olas de Ekkaia rompen contra las Tierras Imperecederas. Esta es la Mansión de los Muertos.
En ellas los Elfos deben aguardar tras su muerte antes de reencarnarse o hasta el día en que Arda termine (véase Dagor Dagorath). También llegan las almas de los Hombres y permanecen ahí por muy breve tiempo hasta que parten para siempre de Arda.
Según los Enanos, en las estancias de Mandos también hay lugares reservados para ellos al morir, aunque según los Elfos esto no es del todo cierto.
Melkor permaneció preso en las estancias de Mandos luego de ser vencido por los Valar cuando los Elfos despertaron, durante las Edades de los Árboles.
Según el juicio de Námo, no todos los Elfos pueden salir de sus estancias, o pueden tardar mucho tiempo en hacerlo. Algunos nunca podrán salir hasta que termine el tiempo. Este es el caso de Fëanor, castigado de esta forma por sus actos (que fueron muy negros) en vida, otros como Finrod por su bondad y acciones justas hacia las otras razas (como sacrificar su vida por Beren) las abandonó pronto. El caso de Finwë es distinto, pues él eligió no salir a cambio de que su primera esposa (Míriel) lo hiciera, ya que ella también había elegido no salir. Sin embargo Míriel decidió no ir a Valinor nunca más y permanece al lado de Vairë, esposa de Námo y tejedora del tiempo.